# ヴィエイラ・ポルトゥエンセ
ヴィエイラ・ポルトゥエンセの名前で活動したフランシスコ・ヴィエイラ（Vieira Portuense こと Francisco Vieira、1765年5月13日 - 1805年5月2日）はポルトガルの画家である。18世紀後半のポルトガル美術を代表する画家の一人で、「新古典派」のスタイルをポルトガルに紹介した。

## 略歴
ポルトに生まれた。父親は薬局を経営しながら風景画を描いていたアマチュア画家で、父親から絵を学んだ後、João Glama Strobërle (1708- 1792)や Jean Pillment (1728-1808)といった画家からも学んだ。リスボンに移り、名門校の「Casa Pia」やリスボンの王立美術学校で学んだ。家族などから支援を受けて1800年まで、イタリアやドイツ、オーストリア、イギリスで活動した。
ローマでは新古典派からも影響をうけた画家のドメニコ・コルヴィ(Domenico Corvi: 1721-1803)の弟子となり、1789年にはローマの展覧会で賞を受けた。ポルトガル政府からも奨学金を受けるようになり、ローマのポルトガル大使の妻に絵を教えた。
結核に罹患し、温暖なマデイラ諸島で静養を始めたが、マデイラのフンシャルで1805年に39歳で亡くなった。
ヴィエイラの作品はリスボンの国立古美術館(Museu Nacional de Arte Antiga)やポルトのソアレス・ドス・レイス国立美術館(Museu Nacional de Soares dos Reis)に収蔵されている。

## 作品

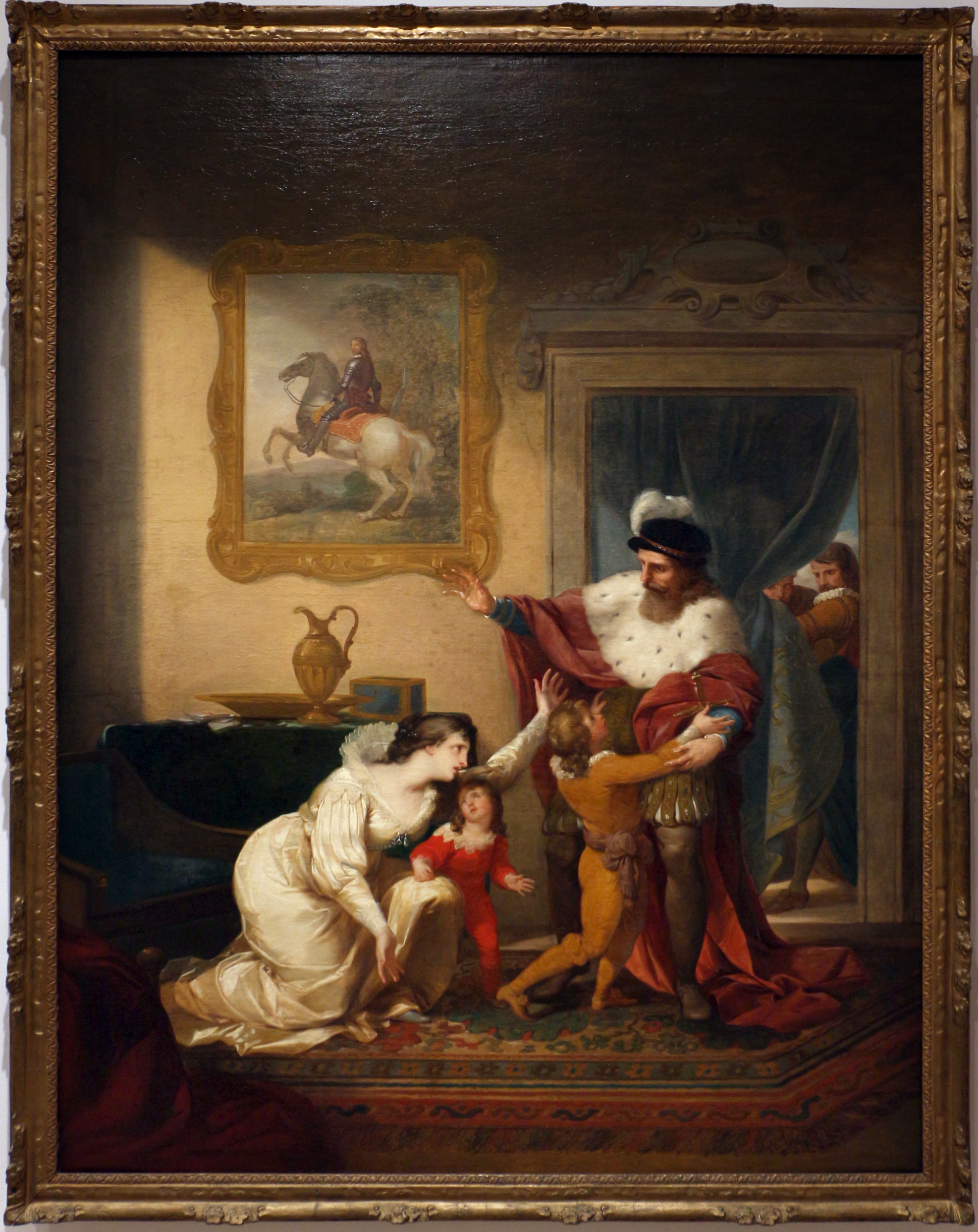
イネス・デ・カストロの嘆願 (c.1803)
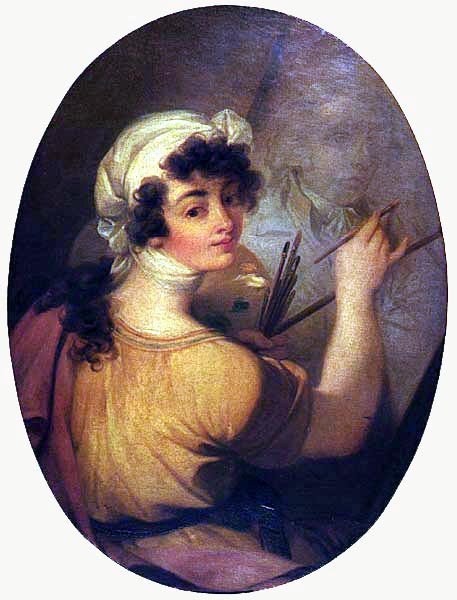
女性像 (1800)
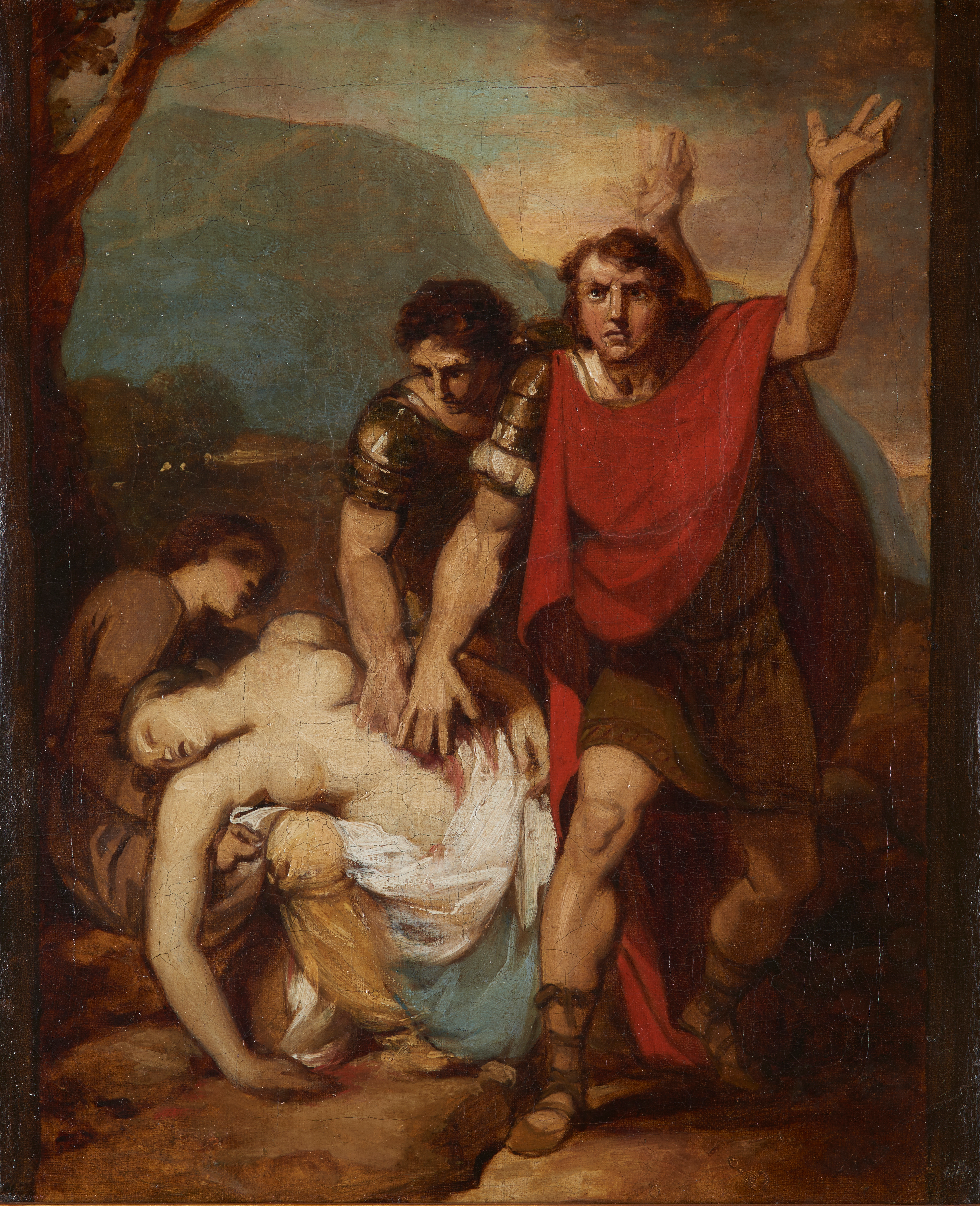
ヴィリアトゥスの誓い
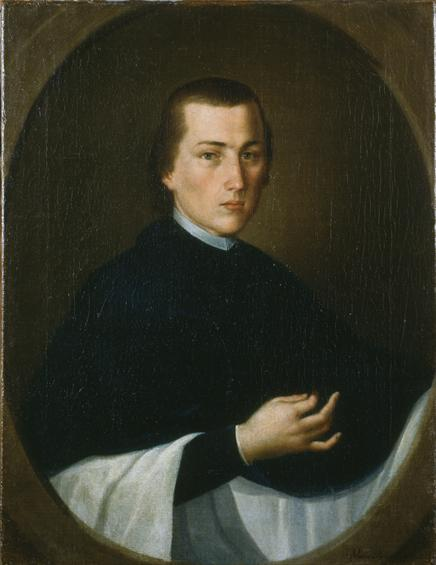
Guilherme Archer

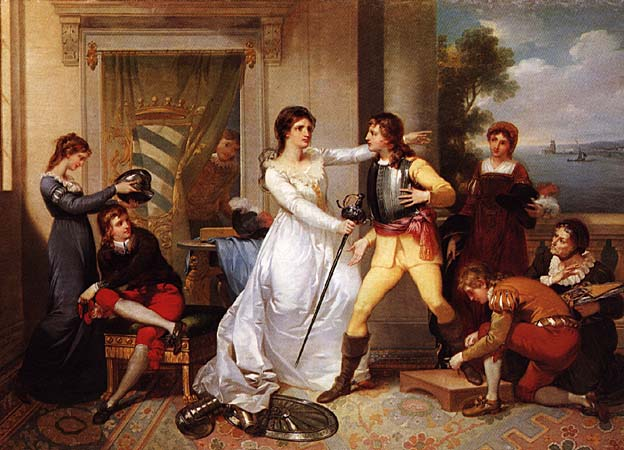
Filipa de Vilhena
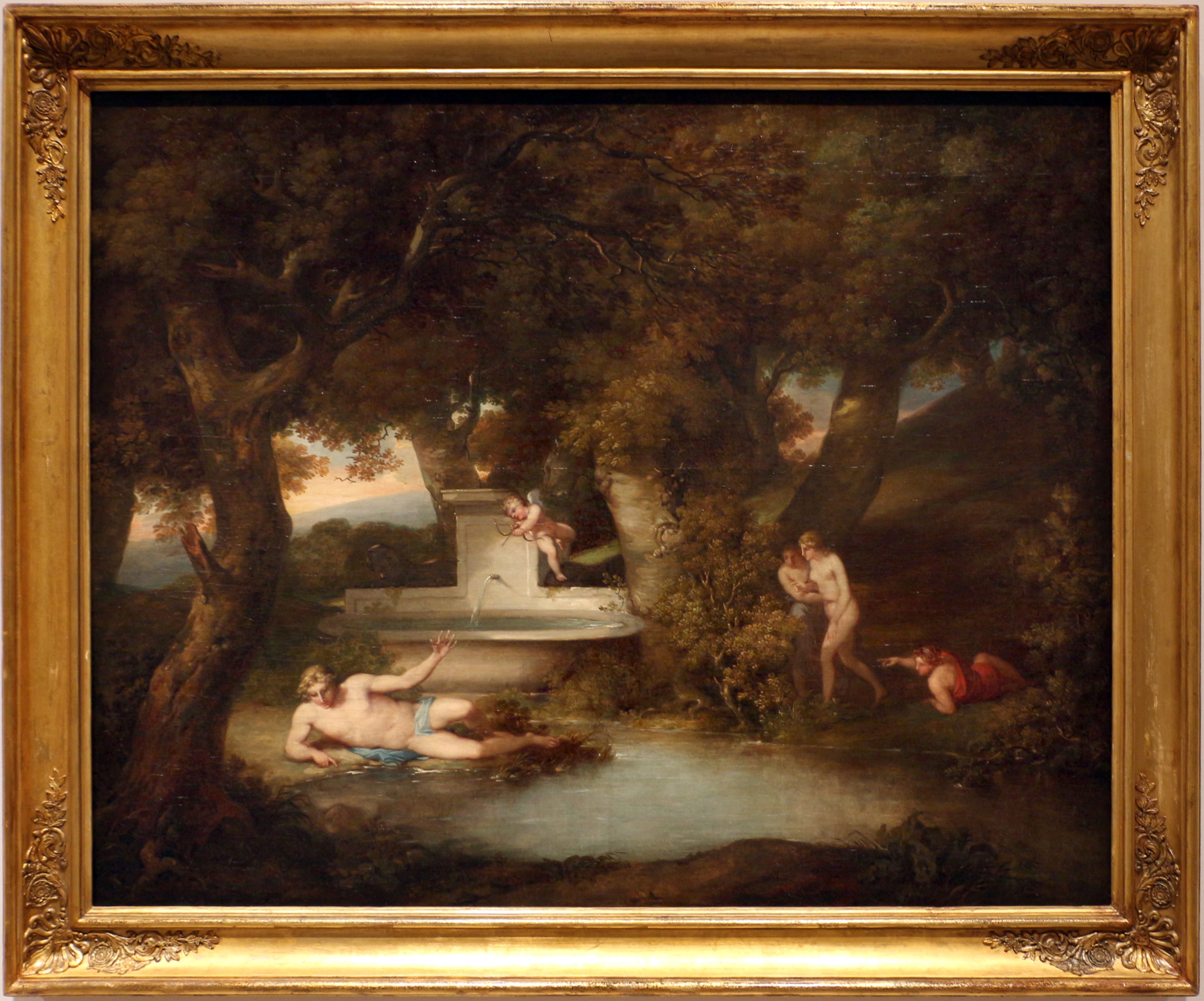
ナルキッソスとエーコー
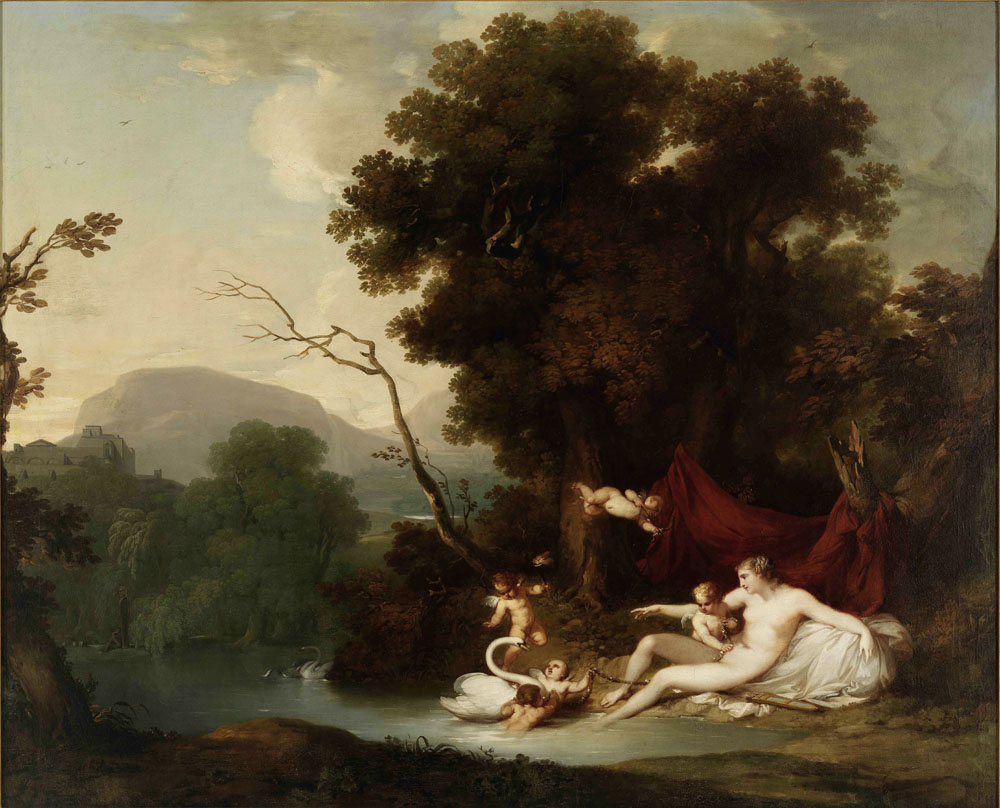
『レダと白鳥』